# Puerto Moral
Puerto Moral – gmina w Hiszpanii, w prowincji Huelva, w Andaluzji, o powierzchni 19,82 km². W 2011 roku gmina liczyła 275 mieszkańców.